# Senotainia albifrons
Senotainia albifrons är en tvåvingeart som först beskrevs av Camillo Rondani 1859.  Senotainia albifrons ingår i släktet Senotainia och familjen köttflugor. Arten är reproducerande i Sverige. Inga underarter finns listade i Catalogue of Life.